# Twickenham
Twickenham es una localidad situada en el suroeste del Gran Londres y centro administrativo de Richmond upon Thames. Su ayuntamiento se encuentra en la Casa York.
La iglesia católica Saint James está situada al sur de la localidad. En su interior se encuentra un memorial a Manuel II, último rey de Portugal, que vivió al oeste de Twickenham durante su exilio de 1910 a 1932.
Al este de Twickenham se encuentra una casa edificada en el siglo XVII que fue habitada por Luis Felipe, Duque de Orleans, durante su exilio en el siglo XIX. Hoy, es una galería llamada «Orleans House».
Una de sus construcciones más notables es el Estadio Twickenham de rugby, que acoge a la Selección de rugby de Inglaterra. A varios centenares de metros de él se encuentra un estadio más pequeño denominado The Stoop, que acoge los partidos en casa de los Harlequins FC y de los London Broncos. Además, la localidad posee un estudio de cine y televisión, los Twickenham Film Studios.

## Personajes ilustres
- Alexander Pope y Walter de la Mare, escritores ingleses que vivieron en Twickenham.
- Alfred Tennyson, poeta laureado inglés que vivió en Montpellier Row (Twickenham).[2]
- Andrzej Panufnik, músico y compositor polaco murió en esta.[3]
- Elizabeth Twining, ilustradora botánica, vivió en Twickenham y está sepultada en su cementerio.